# 31 Vulpeculae
31 Vulpeculae (r Vulpeculae) é uma estrela na direção da Vulpecula. Possui uma ascensão reta de 20h 52m 07.73s e uma declinação de +27° 05′ 49.7″. Sua magnitude aparente é igual a 4.56. Considerando sua distância de 216 anos-luz em relação à Terra, sua magnitude absoluta é igual a 0.45. Pertence à classe espectral G8III.